# Station Nieppe
Station Nieppe is een spoorwegstation in de Franse gemeente Niepkerke. Het wordt bediend door 3 lijnen van de TER-Nord-Pas-de-Calais in de richtingen Rijsel enerzijds en Hazebroek-Calais/Duinkerke anderzijds.